# Monaco aux Jeux olympiques d'été de 1936
Monaco participe pour la quatrième fois aux Jeux olympiques d'été. Le pays fait son retour aux Jeux après son absence des Jeux de 1932. Monaco ne remporte aucune médaille lors de ces Jeux olympiques de 1936. 